# Чангоб (район Рудаки)
Чангоб (тадж. Чангоб; до 2008 года — Тарикпоя) — село в районе Рудаки Республики Таджикистан. Входит в состав джамоата (сельской общины) Эсанбой района Рудаки.
Находится на расстоянии 70 км от райцентра (пгт. Сомониён) и 14 км от центра общины (село Эсанбой).
Население — 1148 чел. (2017).